# アヴス
アヴス（またはアーヴス ドイツ語: AVUS  [ˈaːvʊs]）は、ドイツの首都ベルリンの南西部にかつて存在した自動車レース用のサーキットである。サーキットが作られた当初は、典型的なバンクつきレーストラックであった。1921年に完成して以来、1998年に至るまでサーキットとして使用された。
現在はレース用の設備が撤去されているものの、ヨーロッパ最古の自動車専用道路として使用され続けている。また、今日のアヴスはアウトバーンの一部を構成している。

## 歴史

### 戦前

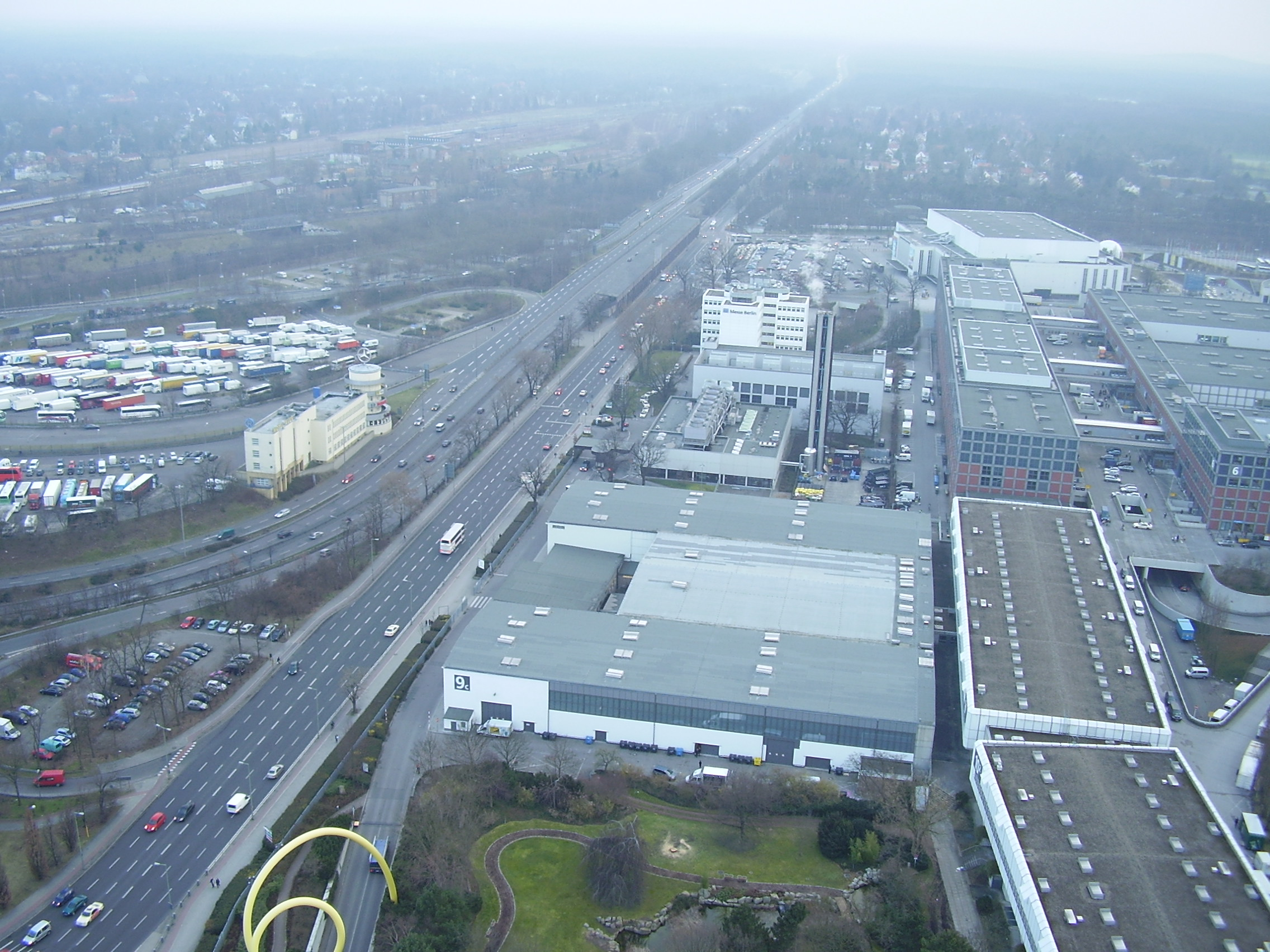
現在のアヴス。左手のカーブは第2コーナー跡

ドイツ自動車産業の競争力向上を目的として民間会社Automobil-Verkehrs- und Übungs-Straße GmbHが1913年に建設を開始、資金難でたびたび中断しつつもようやく1921年に完成した。こうしてできあがったのは2本の平行するおよそ9kmにわたるストレートと、その両端に2つのヘアピンカーブというシンプルなサーキットであった。一部は有料道路としても開放されてベルリン・ポツダム間の自動車移動時間の短縮に寄与し、これがのちのアウトバーン建設のきっかけとなった。
ここで1926年に第一回ドイツグランプリが行われた。翌年には高速化のために北ヘアピンカーブにバンクが設けられた。1937年4月にはバンクを大幅に改修して幅を広げ、傾斜を43度として滑り止め煉瓦を敷き詰め、さらに表面を研ぎ上げる徹底的な改修を行ったことにより、バンク周回時にも160km/h以上を維持することが可能となったため、アヴスは名実ともに世界一速いサーキットとなった。この間、1936年はレースを実施せず、同年開催されたベルリンオリンピックの自転車ロードレースおよび陸上競技の50 km 競歩とマラソンのコースに使用された。
有名なバンクはステアリング操作を比較的容易にするクロソイド曲線の断面ではなく、43度一定曲線ゆえの操縦の困難さから、「死の壁」と恐れられた。長い2本の直線路のため、完成当時から超高速コースとして知られ、1931年の第1回アヴス・レンネン (AVUS-Rennen)ですでに優勝者の平均速度は185km/hを超えている。記録は年々上昇し、1937年の第6回アヴス・レンネンにおいては流線型ボディのメルセデス・ベンツ・W25に乗ったヘルマン・ラング（Hermann Lang ）が、平均260.7km/hという恐るべき速度で優勝した。同年のプラクティスでは、アウトウニオン・レーシングカーに乗ったベルント・ローゼマイヤーが非公式ながら平均284.31km/hを記録している。

### 戦後
第二次世界大戦後、1951年からアヴスでのレースが再開された。戦後のアヴスは、長いストレートのほぼ中心に南コーナーを新設することによって縮められていた。1954年9月19日まで、この短いレイアウトのアヴスでF1のレースが特別に開催されていた。「ベルリングランプリ」と呼ばれるこのレースであるが、多くのチームが参戦を拒否していたため、ニュルブルクリンクで開催されるドイツグランプリの方が盛り上がっていた。1959年にはアヴスで2回目のドイツグランプリが開催された。このレースがアヴスで行われた最後のドイツグランプリとなり、優勝したトニー・ブルックスのフェラーリは143.61mph=約231.1km/hを記録した。
しかし、その直後に行われたスポーツカーレースで、ポルシェ・RSKに乗ったジャン・ベーラが「死の壁」のバンク上部に激突して死亡する事故が発生。この事故の影響を受けて、1961年以降はバンクのあるサーキットでF1のレースが行われなくなった。アヴスのバンクは、国際レースの基準によって危険とみなされていたのである（バンクのあるサーキットがF1で使用再開されたのは2000年のことであった）。アヴスのバンクは1967年に解体された。バンク解体後のアヴスでは、DTMとF3のレースのみが開催されていた。長いストレートを使ったレースが不人気になったため、アヴスのコースは1980年代と1990年の2回にわたって約半分に縮められた。また、北側のカーブで進入速度を低下させるためにシケインが設けられた。しかし、アヴスでの事故は依然として減ることがなかった。
1995年に開催されたDTM第4戦では赤旗中断後の再スタートにおいて事故が発生、狭くランオフエリアのないコース上で密集したマシンが次々と接触し多くが走行不能となり、結果このレースはキャンセルされた。同じく1995年のスーパーツーリングカーでは日産・プリメーラを駆るキース・オドールがウォールに衝突後コース中央に停止、そこにアウディ・A4を駆るフランク・ビエラがオドールのマシンの運転席側のサイドに突っ込み、オドールは死亡した。
ベルリンの壁の崩壊後、ドイツの交通事情とそれに伴う環境問題をめぐって、アヴスでのレース開催はいっそう問題視されるようになった。1998年に最後のレースが行われ、翌1999年のお別れイベントをもってサーキットとしての役目を終えた。

### 21世紀のアヴス
北端に位置するアヴスの丸いレース管制室の建物は現存している。そのレース管制室の建物は、メルセデス・ベンツとボッシュのロゴが特徴的である。アヴスのレース管制室は、現在はレストランとして使用されている。また、アヴスのコース横にあった木造の古い観覧席は、歴史的なモニュメントとして保存されている。